# Rhodri Morgan
Hywel Rhodri Morgan (Cardiff, Gales; 29 de septiembre de 1939-Wenvoe, Gales; 17 de mayo de 2017) fue un político británico, segundo en ocupar el cargo de ministro principal de Gales.

## Biografía
Estudió en el St John's College de Oxford y en la Universidad de Harvard. Trabajó para el Consejo del Condado de South Glamorgan entre 1974 y 1980 antes de llegar a la dirección de la oficina de la Comunidad Europea de Gales. Fue elegido como miembro laborista del Parlamento en 1987 y entre 1988 y 1994 fue portavoz de asuntos medioambientales. También fue el presidente del Comité de la Cámara de los Comunes del Reino Unido para la Administración Pública (1997-1999), y vocal de la oposición en materia de Energía (1988-1992) y Asuntos Galeses (1992-1997). Fue elegido ministro principal el 16 de octubre de 2000, habiendo ya ostentado el cargo anteriormente aunque bajo el antiguo título de "Primer Secretario" desde febrero de ese año. Fue elegido para formar parte del Comité Asesor del Reino Unido en julio de 2000.
Como defensor comprometido de la autonomía galesa, Morgan se presentó como candidato del Partido Laborista a la entonces llamada Primera Secretaría de la Asamblea Galesa. Perdió frente al entonces Secretario de Estado por Gales, Ron Davies. Davies fue obligado a dimitir por verse envuelto en un escándalo sexual, tras lo cual Morgan volvió a presentarse al cargo. Su oponente, Alun Michael, que era el nuevo secretario de Estado por Gales tras la dimisión de Davies, fue considerado como un candidato algo reacio, a pesar de tener también una larga trayectoria de compromiso con la autonomía Galesa, y perfilarse como favorito para la jefatura británica del Partido Laborista (Reino Unido).
Michael fue debidamente elegido para la jefatura, pero renunció al cabo de poco más de un año, entre amenazas de una inminente moción de censura y una generalizada conspiración contra él, no solo por los miembros de su propio partido sino también por miembros del congreso y ministros. Rhodri Morgan fue elegido el nuevo candidato del partido Laborista, y por tanto también ministro principal. Dejó de formar parte de la Casa de los Comunes del Reino Unido en las elecciones generales del 2001.
El mandato de Morgan se ha caracterizado por su deseo de distanciarse de una serie de aspectos de la política del Partido Laboralista, y en particular en relación con los planes de introducir la posibilidad de elección en los servicios públicos. Sus críticos también le han echado en cara lo que según ellos es una escasez en dichos servicios públicos, sobre todo en cuanto a la salud, en dónde las listas de espera de los hospitales siguen siendo más largas que las de Inglaterra. En un discurso dado en Swansea al Centro Nacional para la Política en noviembre de 2002, Morgan estableció su oposición a la creación de nuevos hospitales (una propuesta de los laboristas del Reino Unido), y se refirió a las distintas políticas en Gales y Westminister.
Tanto Rhodri Morgan como su mujer Julie Morgan son miembros distinguidos de la Asociación Humanista Británica. Su mujer es miembro del parlamento británico, representante del distrito norte de Cardiff, y perteneciente al partido laborista.